# تمپو (ساز کوبه‌ای)
تِمپو یا داربوکا، یک ساز کوبه‌ای از خانوادهٔ طبل‌های جام‌گونه است که با هر دو دست نواخته می‌شود. این سازِ «پوستصدا» که از فلز، چوب یا گِلِ پخته ساخته می‌شود، بیشتر در خاورمیانه رایج است و در کشورهای مختلف با نام‌های متفاوت شُهرت دارد. تمپو در گروه سازهای کوبه‌ای پوستی یک‌طرفه (یک‌طرف باز) قرار می‌گیرد.

## تاریخچه
پیشینهٔ این ساز احتمالاً به بابلِ و سومر در هزاره‌های پیش از میلاد بازمی‌گردد. واژهٔ تمپو ممکن است یک نام‌آوا و به‌دست آمده از دو صدای اصلی این ساز یعنی «تِم» و «پو» باشد. «تمپو» همچنین در موسیقی به معنی سرعت و کاربرد عملی آن ضرب است که بی‌ارتباط با واژهٔ این ساز ضربی نیست.«داربوکا» نیز از واژهٔ عربی «دَرَب» گرفته شده که به معنی صدایی است که از نواختن طبل شنیده شود.

## محدودهٔ جغرافیایی
انواع مختلف تمپو بیشتر در موسیقی کشورهای عربی، ترکیه و شمال آفریقا رواج دارند اما در سایر کشورهای خاورمیانه و اروپای شرقی نیز استفاده می‌شوند. گونه‌های این ساز در اوایل قرن بیستم، توسط مهاجران از کشورهای خاورمیانه به آمریکا نیز رسیده‌اند که به نام «دُمبِک» شهرت دارند.

### ایران
تمپو احتمالاً از طریق کشورهای عربی جنوب خلیج فارس، عراق و ترکیه به ایران آمده‌است. این ساز در محدودهٔ جغرافیایی ایران، بیشتر در استان‌های خوزستان، هرمزگان، کردستان، آذربایجان غربی و بوشهر رواج دارد و با نام‌هایی همچون «تمپو»، «تیمپو»، «دُمبوک»، «دَربونگِه» شناخته می‌شود. تمپوها از نظر ساختار از خانوادهٔ تمبک‌ها به حساب می‌آیند.

### مصر و کشورهای عربی

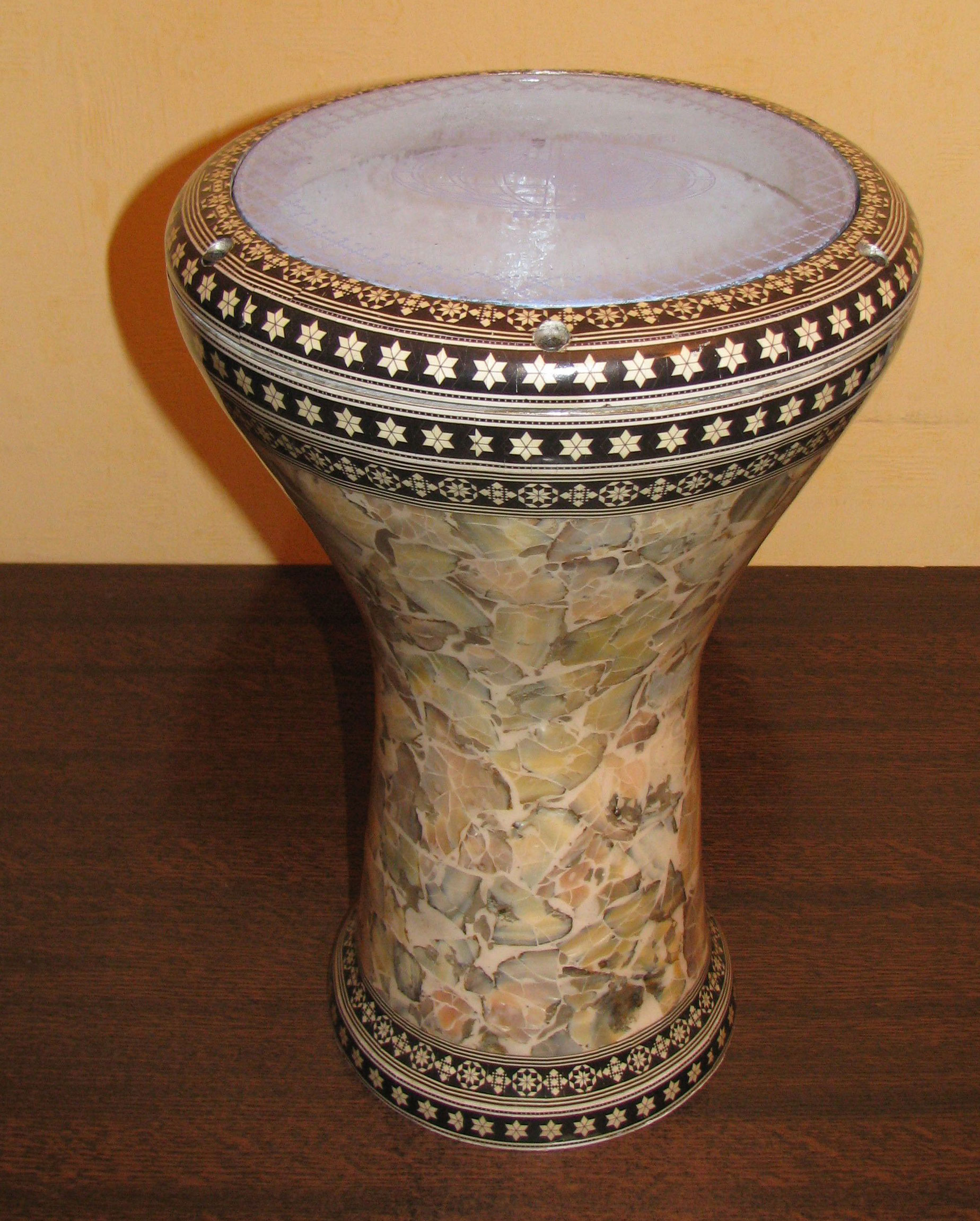
داربوکای مصر

این ساز که به عنوان یکی از سازهای اصلی در کشورهای عربی رواج دارد با نام‌های مختلف شهرت یافته‌است. در مصر با نام‌های «دارابوکا»، «دِرابوکا» و «داربوکا» شناخته می‌شود. در موسیقی لبنان و سوریه با نام‌های «دِربکی» و «درباکا» شهرت دارد.

### ترکیه

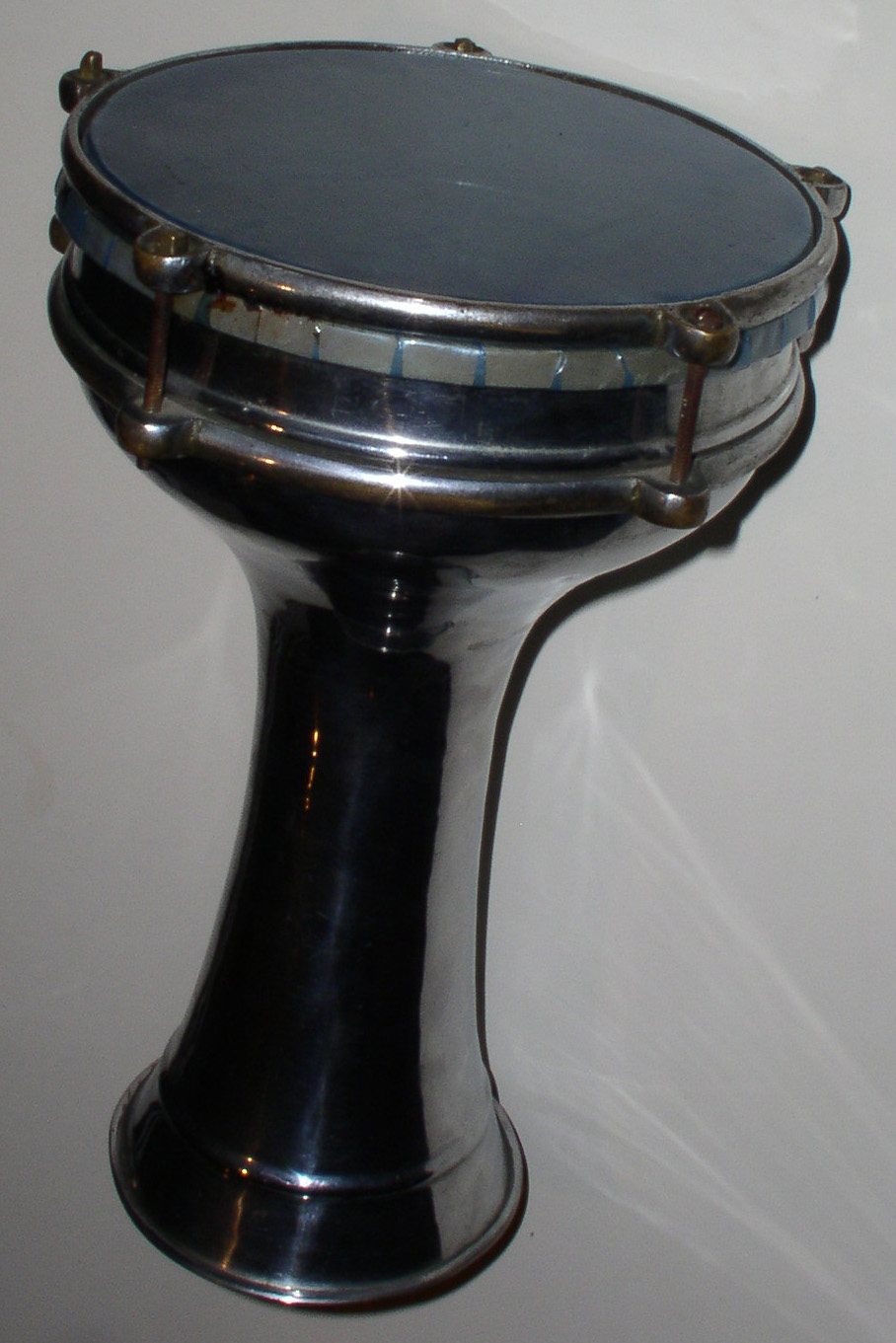
داربوکای ترکیه

تمپو در ترکیه بیشتر از فلز، به‌ویژه مس و برنج ساخته می‌شود. از نام‌های رایج این ساز در محدودهٔ جغرافیایی ترکیه، می‌توان به «دُمبِلِک» (برگرفته از واژهٔ پهلوی تُنبَک)، «داربوکا» و «دِبلِک» اشاره کرد. در زبان ترکی استانبولی «داربه» و «دارپ» به معنای ضربه و کوبیدن است.

### بلغارستان
این ساز ضربی در بلغارستان با نام‌های «دارابوکا»، «دارامبوکا»، «تارامبوکه» و «تارامبوکا» به‌کار می‌رود. بلغارها عقیده دارند که این ساز ریشهٔ شرقی دارد و آن را از سفال و گاهی از فلز می‌سازند. در آلبانی نیز از داربوکای بلغاری استفاده می‌شود که به آن «دارابوکه» می‌گویند.

### سایر مناطق
سازهایی شبیه به داربوکا در برخی کشورهای دیگر استفاده می‌شوند. در تاجیکستان «طَبلَک»، در یونان «توبِلِکی»، در مقدونیه «تارابوکا»، در افغانستان «زیر بَغَلی»، در مالزی «گِدُمبَک»، در تایلند و کامبوج «رامانا»، سازهایی از این دسته‌اند.

## ویژگی‌های ظاهری و ساختار تمپوهای ایران
جنس تمپوهای رایج در مناطق مختلف ایران از سفال یا فلز است. تمپوهای سفالی قدمت بیشتری دارند و در برخی از نواحی ایران ساخته می‌شوند اما تمپوهای فلزی را معمولاً از ترکیه، عراق و سایر کشورهای عربی وارد می‌کنند.

### تمپوی سفالی
این ساز که از گِل رُس پخته شده ساخته می‌شود، دارای تنهٔ اصلی (محفظهٔ صوتی) به شکل نیمه تخم‌مرغ است. دهانهٔ انتهایی تمپوی سفالی شیپور مانند نیست. روی دهانهٔ ابتدایی آن پوست کشیده می‌شود. پوست را یا به‌وسیلهٔ سریش یا چسب بر روی دهانه می‌کشند یا با یک رشته طناب به شکل ۷ و ۸، مانند نقاره، بر دهانهٔ ساز وصل می‌کنند. پوست به‌کار برده شده در این ساز معمولاً از پوست برّه یا پوست ماهی است. پوست ماهی به دلیل نازکی، صدای بهتر و زیرتری به همراه دارد.

### تمپوی فلزی
در این ساز معمولاً از تلق‌های پلاستیکی به جای پوست طبیعی استفاده می‌شود. جنس بدنهٔ تمپوی فلزی بیشتر از آلومینیوم است، با این‌حال در بعضی مناطق به «تمپوی استیلی» شهرت دارد. این ساز محفظهٔ طنینی کم‌حجمی دارد و پوست از طریق یک طوقهٔ گرد فلزی با پیچ و مهره به دهانهٔ بالایی ساز متصل می‌شود. با شُل و سفت کردنِ این پیچ و مهره‌ها، می‌توان صدای ساز را بم و زیر و حتی با صدای سازهای دیگر کوک کرد. دهانهٔ انتهایی تمپوی فلزی حالتی شیپور مانند دارد.

## تکنیک‌های اجرایی
نوازندهٔ تمپو معمولاً در حالت نشسته این ساز را می‌نوازد اما گاهی به‌صورت ایستاده یا در حال حرکت نیز اجرا می‌شود. تمپو روی پا یا زیر بغل نگه داشته می‌شود و به‌وسیلهٔ کف هر دو دست نوازنده، به صدا درمی‌آید. در برخی مواقع، ساز به‌شکل عمودی میانِ دو زانو قرار گرفته و نواخته می‌شود. برخلاف تمبک، معمولاً در سازِ تمپو، انگشت‌ها، ساعد و مُچ دست‌ها به‌صورت مستقل در نواختن نقشی ندارند. ریتم‌های اجرا شده توسط تمپو غالباً پرقدرت، پرحجم، خشک و تیز شنیده می‌شوند. نوازندهٔ تمپو ساختارِ اصلی ریتم را با قدرت بسیار می‌نوازد و با ایجاد سنکُپ، آکسان، و ضدضرب‌های متعدد، آن را زینت می‌بخشد.
در جزیره‌ها و بندرهای استان هرمزگان، تمپو همراهی‌کنندهٔ عود، آواز و سازهای کوبه‌ای دیگر است. در شهرهایی مانند خرمشهر، آبادان و اهواز در استان خوزستان، گروه‌های موسیقی سنتی عربی، تمپو را در کنار رباب، آواز، کاسوره، تمبک و گاهی دایره‌زنگی استفاده می‌کنند. در این ناحیه، تمپو به عنوان همراهی کنندهٔ سازهای عود و رباب نیز نواخته می‌شود. تمپو در مناطقی از استان آذربایجان غربی به‌خصوص روستاهایی که عراقی‌های مهاجر دارند، رایج است. این ساز، سازهای خانوادهٔ باغلاما را همراهی می‌کند. در کردستان و برخی نواحی آذربایجان غربی، تمپو به همراه باغلاما، ویلن، سنتور، فلوت و نی نیز نواخته می‌شود. تمپو در برخی از مناطق بوشهر به‌ویژه در نواحی ساحلی و جزیره‌ها نیز حضور دارد. این ساز به تنهایی یا در کنار تمبک، همراهی کنندهٔ نی‌انبان یا نی‌جفتی است. تمپو را در جزیرهٔ خارگ با عنوان «دَربونگِه» می‌شناسند که امروزه بیشتر آلومینیومی است اما در گذشته از سفال ساخته می‌شد.